# Aulopareia
Aulopareia – rodzaj ryb z rodziny babkowatych.

## Klasyfikacja
Gatunki zaliczane do tego rodzaju:
- Aulopareia atripinnatus
- Aulopareia janetae
- Aulopareia koumansi
- Aulopareia spilopterus
- Aulopareia unicolor